# Gastón Brugman
Gastón Brugman Duarte (ur. 7 września 1992 w Rosario) – urugwajski piłkarz występujący na pozycji pomocnika we włoskim klubie Delfino Pescara 1936. Wychowanek CA Peñarol. W swojej karierze grał także w takich zespołach jak Empoli FC, Grosseto oraz US Palermo. Były reprezentant Urugwaju do lat 17. Posiada także obywatelstwo włoskie.

## Statystyki kariery
(aktualne na dzień 13 stycznia 2016)
| Klub                 | Sezon              | Liga               | Liga  | Liga   | Puchar Włoch | Puchar Włoch | Europa | Europa | Suma  | Suma   |
| Klub                 | Sezon              | Liga               | Mecze | Bramki | Mecze        | Bramki       | Mecze  | Bramki | Mecze | Bramki |
| -------------------- | ------------------ | ------------------ | ----- | ------ | ------------ | ------------ | ------ | ------ | ----- | ------ |
| Empoli FC            | 2010/11            | Serie B            | 2     | 1      | 0            | 0            | –      | –      | 2     | 1      |
| Empoli FC            | 2011/12            | Serie B            | 18    | 1      | 1            | 0            | –      | –      | 19    | 1      |
| Delfino Pescara 1936 | 2012/13            | Serie A            | 0     | 0      | 0            | 0            | –      | –      | 0     | 0      |
| Grosseto (wyp.)      | 2012/13            | Serie B            | 12    | 0      | 1            | 0            | –      | –      | 13    | 0      |
| Delfino Pescara 1936 | 2013/14            | Serie B            | 35    | 4      | 2            | 0            | –      | –      | 37    | 4      |
| Delfino Pescara 1936 | 2014/15            | Serie B            | 24    | 2      | 0            | 0            | –      | –      | 24    | 2      |
| US Palermo (wyp.)    | 2015/16            | Serie A            | 14    | 0      | 0            | 0            | –      | –      | 14    | 0      |
| Delfino Pescara 1936 | 2016/17            | Serie A            | 0     | 0      | 0            | 0            | –      | –      | 0     | 0      |
| Ogólnie w karierze   | Ogólnie w karierze | Ogólnie w karierze | 105   | 8      | 4            | 0            | 1      | 0      | 109   | 4      |